# 9弦ギター
9弦ギター（きゅうげんギター）とは、エレクトリックギターのバリエーションの一つ。通常のギターのチューニングは、音程が高い方の弦から、E‐B‐G‐D‐A‐Eとなっている。その6本の弦に、高い弦もしくは低い弦を追加したもの。
9弦ギターのメーカーは少なく、国内では2014年よりアイバニーズから発売された。その後、数は少ないながらもシェクターやLegator Guitars(レガターギターズ)、小規模ブランドなどが9弦ギターを製作、発売するようになった。
主な使用者は、
- Josh Travis - Emmureのギタリスト。Glass Cloudなどの元メンバーでもある。Legator guitars製とESP傘下のブランドLTD製の9弦ギターを使用[3][4]。チューニングは2014年のGlass Cloud在籍時で低い方からA-D-A-D-C(16セント♯)-C-G-A♭-E[3]。
- Tre - Carthageのギタリスト。Etherial製9弦ギターを使用。
- 長山衛 - オリンポス16闘神のギタリスト。Ibanez製の9弦ギターを使用。
- Mike Gianelli - Legator guitars製の9弦ギター、 Ninja 300-PRO 9-Stringを使用[5]。
- Justin Lowe - After the Burial の元ギタリスト。(2015年没) Ibanez製の9弦ギター、RG90BKPのデモ動画に出演[6]。

など。